# Uberella barrierensis
Uberella barrierensis is een slakkensoort uit de familie van de Naticidae. De wetenschappelijke naam van de soort is voor het eerst geldig gepubliceerd in 1924 door Marwick.